# Meroscelisus zikani
Meroscelisus zikani är en skalbaggsart som beskrevs av Julius Melzer 1919. Meroscelisus zikani ingår i släktet Meroscelisus och familjen långhorningar. Inga underarter finns listade i Catalogue of Life.